# Burta
Burta – jedna z połówek statku wodnego, a także statku powietrznego, posiadającego symetrię kadłuba (np. samolot lub sterowiec, ale już nie balon). Pojęciem tym, w zależności od potrzeb, określa się bądź całą połowę kadłuba, bądź też tylko jego poszycie. Termin stosowany także w szeregu innych określeń, np. jako strona skrzyni ładunkowej w lądowym pojeździe transportowym, pionowy brzeg kanału wodnego, połowa śluzy wodnej itd.